# I Cavalieri dello zodiaco - Cronache di guerra
I Cavalieri dello zodiaco - Cronache di guerra (in originale Saint Seiya Senki (聖闘士星矢戦記?) internazionalmente noto come Saint Seiya: Sanctuary Battle) è un videogioco per PlayStation 3 di genere picchiaduro a incontri ambientato nel mondo de I Cavalieri dello zodiaco tratto dal manga di Masami Kurumada, che riprende la battaglia alle Dodici Case del Grande Tempio di Atena presente nel manga originale e nella serie televisiva del 1986.

## Modalità di gioco
- Story Mode: il giocatore deve percorrere le Dodici Case per salvare Lady Isabel[3]. Al termine del primo gameplay viene sbloccato un livello con protagonista Micene di Sagitter, narrante la sua fuga dal Tempio, ed in seguito numerosi altri contenuti speciali.
- Mission Mode: raccoglie delle "missioni" non collocate all'interno della serie originale; suddivise in sei livelli di difficoltà per il giocatore singolo (per un totale di trenta missioni).
- Multiplayer: permette di giocare in modalità cooperativa con due personaggi giocabili.
- DLC: personaggi aggiuntivi gratis ed a pagamento che si aggiungono a quelli principali, anche con delle missioni personalizzate.
- Modalità di gioco sbloccabili: varie modalità di gioco extra, sbloccabili durante il gioco.

## Personaggi giocabili

### Cavalieri di bronzo
- Pegasus - (con prima armatura di Pegasus, prima armatura di Pegasus danneggiata, senza armatura, seconda armatura di bronzo & seconda armatura di bronzo danneggiata (DLC), armatura di Sagitter (Pre-Order), armatura di pegaso dorata (Limited edition), armatura di Odino (DLC) )
- Cristal - (con prima armatura del Cigno e prima armatura danneggiata, seconda armatura di bronzo e seconda armatura danneggiata (DLC), senza armatura)
- Sirio - (con prima armatura del Dragone e prima armatura danneggiata, seconda armatura e seconda armatura danneggiata (DLC), senza armatura)
- Andromeda - (con prima armatura di Andromeda e prima armatura danneggiata, seconda armatura e seconda armatura danneggiata (DLC), senza armatura)
- Phoenix - (con prima armatura della Fenice e prima armatura danneggiata, seconda armatura e seconda armatura danneggiata (DLC), senza armatura)

### Cavalieri d'oro
- Mur dell'Ariete
- Toro
- ??? di Gemini
- Cancer (con e senza armatura)
- Ioria del Leone
- Virgo
- Maestro dei Cinque Picchi (DLC)
- Scorpio
- Micene di Sagitter (con armatura e senza con Pandora's Box sulla schiena)
- Capricorn
- Aquarius
- Fish
- Arles di Gemini (buono e malvagio)

### Cavalieri d'argento
- Castalia
- Tisifone

### Personaggi aggiuntivi dei DLC
I seguenti DLC sono gratis:
- Pegasus Gold Cloth del Sagittario, disponibile per tutti coloro che abbiano effettuato il preordine
- Pegasus con prima armatura dorata, disponibile nell'edizione speciale che ha in bundle il Myth Cloth del personaggio.
- Mission Mode – “Survival“, modalità sopravvivenza del Mission Mode.

I seguenti DLC sono a pagamento:
- I cinque protagonisti con armature seconda versione.
- Dohko di Libra
- Asher dell' Unicorno
- Sirya delle Sirene
- Kanon/Dragone del Mare
- Pegasus con armatura di Odino.
- Rhadamante della Viverna

## Personaggi non selezionabili
- Lady Isabel
- Soldati di vario tipo ed equipaggiati anche con diversi tipi di armi.

### Mini boss
- Cassios
- Eris della Lucertola
- Cavalieri Neri.
  - Pegasus Nero
  - Andromeda Nero
  - Phoenix Nero
  - Cigno Nero
  - Dragone Nero
  - Cobra Nero
  - Aquila Nera
  - Lucertola Nera

## Accoglienza
La rivista Play Generation diede al gioco un punteggio di 76/100, apprezzando la possibilità di controllare i più celebri personaggi della serie e la fedeltà al manga originale e come contro la struttura di gioco troppo ripetitiva e la realizzazione tecnica che poteva essere più curata, finendo per trovare quest'ultimi difetti come i limiti di un titolo che sarebbe piaciuto soprattutto ai fan della serie.